# Isostasius crassus
Isostasius crassus är en stekelart som beskrevs av Charles Thomas Brues 1922. Isostasius crassus ingår i släktet Isostasius och familjen gallmyggesteklar. Inga underarter finns listade i Catalogue of Life.